# تشوهات متعددة
عندما يعاني المريض من تشوهاتٍ متعددة (بالإنجليزية: Multiple abnormalities)‏ (شذوذات متعددة)، يكون لديهم عيب خلقي لا يمكن تحديده بشكل أساسي في عضو واحدٍ من الجسم أو مرض واحد. يمكن أن يكون لمعظم الحالات الطبية مُضاعفاتٌ جهازية، ولكن تحدث عدة تشوهات عندما تكون التأثيرات على أنظمة متعددة واضحة على الفور.